# 国民同盟 (スペイン)
国民同盟（こくみんどうめい、スペイン語: Alianza Popular、略称AP）は、スペインにかつて存在した保守政党。フランコ体制終焉後の民主化移行期にフランコ体制期の閣僚たちによって創設された。当初は政党の連合体として設立されたが、後に政党に転換した。
1989年中道、民主主義、自由主義を掲げる諸政党を吸収し、現在の国民党として再創設された。

## 党史

### 創設
1976年10月9日、マヌエル・フラガ・イリバルネ、フェデリコ・シルバ・ムーニョス、ラウレアーノ・ロペス・ロドー、クルス・マルティネス・エステルエラス、リシニオ・デ・ラ・フエンテ、ゴンサロ・フェルナンデス・デ・ラ・モラ、エンリケ・トマス・デ・カランサらが率いる7つの政治結社が合流する形で結成された。7つの政治結社のリーダーは、いずれもフランコ体制の有力政治家であった。この7人のことをマスコミなどでは"los siete magníficos"（偉大なる7人の意）と名付けた。1976年の政治改革法成立に際しては、賛成に回り、同法成立の原動力となった。
- 民主的改革（スペイン語版） - 情報・観光大臣（1962年－1969年）、副首相兼内務大臣（1975年－1976年）を歴任したマヌエル・フラガに率いられた。
- スペイン人民連合（スペイン語版） - 計画・開発大臣（1973年－1974年）、教育科学大臣（1974年－1976年）を歴任したクルス・マルティネス・エステルエーラス（スペイン語版）に率いられた。
- スペイン民主行動（スペイン語版） - 公共事業大臣（1965年－1970年）を務めたフェデリーコ・シルバ・ムーニョス（スペイン語版）に率いられた。
- 社会民主（Democracia Social） - 労働大臣（1969年－1975年）、副首相（1974年－1975年）を務めたリシニオ・デ・ラ・フエンテ・イ・デ・ラ・フエンテ（スペイン語版）が率いた。
- 地域行動（スペイン語版） - 国務大臣（1965年－1967年）、計画・開発大臣（1967年－1973年）、外務大臣（1973年－1974年）を歴任したラウレアーノ・ロペス・ロドー（スペイン語版）によって率いられた。
- 国民社会連合（Unión Social Popular） - エンリケ・トマス・デ・カランサ代表。
- スペイン国民連合（スペイン語版） - 公共事業大臣（1970年－1974年）を務めたゴンサーロ・フェルナンデス・デ・ラ・モラ（スペイン語版）に率いられた。

この7政治団体を中心にその他の中道右派の中小政党が加わって誕生した。
1977年3月5、6、7日、国民同盟は諸政党の連合体が参加して、その創設党大会を行った。党大会議長にはホセ・マリーア・ルイス・ガジャルドンが、副議長にはホセ・マリーア・ベーロ・デ・アンテーロが就いた。党大会ではスペイン民主行動のフェデリーコ・シルバ・ムーニョスが党代表に、民主的改革のマヌエル・フラガ・イリバルネが幹事長に選出された。同時に、スペイン民主アルテルナティーブとスペイン国民連合を除く、すべての参加政党（政治団体）は解党した。スペイン内務省の政党登録には国民同盟の結党日は1977年5月4日で登録されており、この日が後継政党である国民党の創設日ともされている。
1977年フランコ体制終焉後の民主化期初の総選挙が行われ、国民同盟は1,526,671票（8.34%）の票を獲得、下院議席16、上院議席2を獲得した。ナバーラではナバーラ・フォラル同盟の候補者を支援、カタルーニャでは、カタルーニャ自由民主党の支援を受けて結成された選挙連合（Convivencia Catalana）を支援、ギプスコア県ではファランヘ党の支援を受けたギプスコア連帯を支援した。
1978年1月国民同盟第二回党大会が開かれ、国民同盟統一党（Partido Unido de Alianza Popular、PUAP）という名称での再結成がおこなわれ、スペイン民主アルテルナティーブとイビサ・フォルメンテーラ自由党も協力政党として名を連ねた。フェリックス・パストールを党首に選出、マヌエル・フラガは幹事長に再選された。
1978年10月31日下院での新憲法案に対する採決では、国民同盟所属議員のうち9人が賛成、2人が棄権、そして5人が反対票を投じたにもかかわらず、国民同盟としては同憲法案についての国民投票（Referéndum para la ratificación de la Constitución española）については同憲法案への支持を求めた。このことによってスペイン民主行動は国民同盟から離脱し、また、ゴンサーロ・フェルナンデス・デ・ラ・モラはスペイン国民連合の党首の座を辞した。

### 選挙連合「民主連合」
1977年の総選挙の結果ははかばかしくなく、国民同盟は次期総選挙のための選挙連合の構築に動き始めた。選挙連合の名称は「民主連合」（Coalición Democrática、略称CD）で国民同盟のほかに自由市民行動（Acción Ciudadana Liberal）、進歩民主党（Partido Democrático Progresista）、スペイン変革（Renovación Española）、カタルーニャ国民党（Partido Popular de Cataluña）などが結集、首相候補には国民同盟のマヌエル･フラガがついた。総選挙の結果は、1,094,438票（6.10%）、下院議席10を獲得したが、1977年の選挙での国民同盟の獲得票を500,000票下回り、議席数でも6議席を失った。上院での議席は3であった。 
1979年12月には国民同盟の第3回党大会が開催、マヌエル･フラガを党首に、ホルヘ・ベルストリンヘ（Jorge Verstrynge）を幹事長に選出した。また選挙連合でともにたたかった自由市民行動は国民同盟に合流した。また、同年4月に行われた自治体選挙（elecciones municipales de España de 1979）ではガリシア州以外では惨憺たる結果であった。
1980年のカタルーニャ州議会選挙（elecciones al Parlamento de Cataluña de 1980）では、カタルーニャ連帯（Solidaritat Catalana）の候補を支援したが、得票は64,004票（2.37%）で、議席確保には至らなかった。1981年のガリシア州議会選挙（elecciones al Parlamento de Galicia de 1981）では勝利、ヘラルド・フェルナンデス・アルボールがガリシア自治州政府首班に就任した。
民主中道連合政権の瓦解後、国民同盟は民主中道党を構成していたいくつかの党派（国民民主党 (スペイン)略称PDP、自由党 (スペイン、1976年)略称PL）のほかいくつかの右派地域主義政党（バレンシア連合略称UV、ナバーラ住民連合略称UPN、アラゴン地域主義党略称PAR）と選挙連合「国民連合」を結成し、次期総選挙の準備を進めていった。1982年の総選挙では国民同盟はAlianza Popular-Partido Demócrata Popular (AP-PDP)（国民同盟-国民民主党）として（協力地域主義政党の地元ではAP-PDPにそれぞれの略称PAR、UV、UPNを付加して）選挙に臨んだ。また、バスク州では民主中道連合と共闘した。選挙結果は5,548,107票（26,36%）を獲得し、107議席を手中にし、野党第一党へと躍進した。
上院では「民主連合」時代より51議席多い54議席を獲得した。議席の内訳は国民同盟が下院84議席、上院41議席、国民民主党が下院14議席、上院10議席、ナバーラ住民連合が下院2議席、上院1議席、アラゴン主義党が下院2議席、上院2議席、そしてバレンシア連合には下院2議席、そして下院2議席が元自由党で、この後自由連合 (スペイン)（UL）を構成することになる、独立系自由主義者に割り当てられた。
1983年5月に行われた地方選挙では、バレアレス諸島州と（Elecciones al Parlamento de las Islas Baleares de 1983）とカンタブリア州（Elecciones al Parlamento de Cantabria de 1983）の州議会選挙で国民同盟は勝利し、両自治州の首相の座を手中にした。また、同時に行われた自治体選挙では、第2位の座を確保、50ある県都のうち12で市長の座を得た。
党首のフラガと幹事長のベルストリンヘは1981年の第4回党大会以来、1982年第5回党大会、1984年第6回党大会、1986年第7回党大会で再任されたが、1986年9月ホルヘ・ベルストリンヘは考え方の違いによって、幹事長職をアルベルト・ルイス＝ガジャルドンに譲ることとなった。

### 選挙連合「国民連合」
1986年の総選挙では、前回1982年の総選挙同様選挙連合で選挙戦を戦った。今回の選挙連合の名称は国民連合（CP）で、民主連合（CD）に参加したアラゴン党が離脱し、ガリシア中道党（CdG）が新たに参加した。候補者リスト筆頭は引き続きマヌエル・フラガであった。結果は5,247,677票（25.97%）を獲得、下院で105議席、上院で63議席で、再び野党第一党に終わった。議席配分は、国民同盟が下院69議席、上院44議席、国民民主党が下院21議席、上院11議席、自由党が下院12、上院7、ナバーラ国民連合が下院2、ガリシア中道党が上下両院各1議席であった。
1986年に行われた北大西洋条約機構（OTAN）加盟に関する国民投票（Referéndum sobre la permanencia de España en la OTAN）においては、国民同盟は棄権、もしくは白票を投じることを訴えた。
1986年9月フラガ・イリバルネは党内ナンバー2の幹事長にホルヘ･ベルストリンヘに替えてアルベルト・ルイス＝ガジャルドンを起用した。
同年12月、11月に行われたバスク州選挙（Elecciones al Parlamento Vasco de 1986）での惨敗を受けてマヌエル･フラガは党首を辞任することを発表した。
フラガの辞任と、そして1982年と1986年の総選挙において2度にわたって社会労働党（PSOE）の後塵を拝した結果に終わったことは、国民同盟に深刻な危機をもたらした。
1987年2月第8回党大会が開かれ、アントーニオ・エルナンデス・マンチャが対立候補ミゲル・エレーロ・イ・ロドリゲス・デ・ミニョンを下し、党首に就任、そして幹事長にはアルトゥーロ・ガルシーア＝ティソンが選ばれた。この年には国民連合を離脱した自由党が招かれている。
1987年のラ・リオハ州（Elecciones al Parlamento de La Rioja de 1987）とカスティーリャ・イ・レオン州（Elecciones a las Cortes de Castilla y León de 1987）の州議会選挙においては、ラ・リオハ州では1票差の第2党でリオハ党（PR）と、カスティーリャ・イ・レオン州では同数の第1党の結果で民主中道連合とそれぞれ連立し、政権に就いた。

### 国民党へ
下院議員ではなく、上院議員であったアントーニオ・エルナンデス・マンチャの党首への選出は、エルナンデス・マンチャに下院において直接的に首相のフェリーペ・ゴンサーレスと対決できないというはなはだ不都合な戦い方を強いることとなった。エルナンデス・マンチャは絶対多数を握っている社会労働党政権に対して不信任案提出という無謀な策を企図した。これは、資格のないエルナンデス・マンチャに下院での討論を認めさせるように大衆に仕向けるための方便だったとの見方がある。
結局1989年エルナンデス・マンチャは党首の職を辞し、フラガが再び党首に返り咲いた。そして、同年の党大会で、政党の寄り合い所帯的な国民同盟から、より一体的な政党へ生まれ変わるために国民党としての再結党が行われた。フラガは初代党首に、フランシスコ・アルバレス＝カスコスが幹事長に選出された。
この新生国民党再結党の過程で、1989年キリスト教民主党（国民民主党から再結成された）と自由党が、そして1991年にはガリシア中道党が国民党に合流した。また、同91年にはナバーラ住民連合との間で、同党がナバーラ州における国民党の支部として活動する協定を締結した。
1989年6月社会労働党のマドリード自治州首相ホアキン・レギーナに対して不信任動議を提出したが、身内から造反が出たため、最終的に失敗に終わった。
1989年9月4日、ホセ・マリア・アスナールカスティーリャ・イ・レオン州首相（当時）を次期総選挙の首相候補として選出した。翌年4月にアスナールは国民党党首となり、フラガは同党創設者とされた。

## 選挙結果
| 選挙                          | 政党・党派名                 | 得票      | 得票率 | 候補者リスト筆頭 | 下院  | 上院 | 備考 |
| ----------------------------- | ---------------------------- | --------- | ------ | ---------------- | ----- | ---- | --- |
| 1977年総選挙                  | 国民同盟（AP）               | 1,526,671 | 8.34   | マヌエル・フラガ | 16    | 2    | ナバーラではナバーラ・フォラル同盟を、ギプスコア県ではギプスコア統一を支援、カタルーニャではカタルーニャ共生と選挙連合を締結。 |
| 1979年総選挙                  | 民主連合（CD）               | 1,094,438 | 6.10   | マヌエル・フラガ | 10    | 3    | 国民同盟、自由市民行動、進歩民主党、スペイン変革、人民党による選挙連合。 |
| 1982年総選挙                  | 国民同盟-国民民主党 (AP-PDP) | 5,408,959 | 25.70  | マヌエル・フラガ | 106 a | 54 b | 国民同盟（AP）、国民民主党（PDP）、自由党（PL）、バレンシア連合（UV）、ナバーラ住民連合（UPN）、アラゴン地域主義党（PAR）による選挙連合。 a 議席の内訳－AP：84、PDP：14、UPN：2、PAR：2、UV：2、PL：2。 b 議席の内訳－AP：41、PDP：10、UPN：1、PAR：2。 |
| 1986年総選挙                  | 国民連合（CP）               | 5,247,677 | 25.97  | マヌエル・フラガ | 105 c | 63 d | 国民同盟、国民民主党、自由党、バレンシア連合、ナバーラ住民連合、ガリシア中道党（CdG）による選挙連合。 c 議席の内訳－AP：69、PDP：21、PL：12、UPN：2、CdG：1。 d 議席の内訳－AP：44、PDP：11、PL：7、CdG：1。                                            |
| 1986年欧州議会 スペイン議院団 | 国民連合会派 （Grupo CP）    | N/A       | N/A    |                  | 17 e  | N/A  | e 議席の内訳－AP：12、PDP：3、マジョルカ連合（UM）：1、無所属：1（国民連合より選出されるも中道グループに所属）。 |
| 1987年欧州議会選挙            | 国民同盟（AP）               | 4,747,283 | 24.65  | マヌエル・フラガ | 17    | N/A  | |